# 諾福克戰役
诺福克战役（英语：Battle of Norfolk），是1991年海湾战争期间，联军对伊拉克军防守的“诺福克” (Objective Norfolk)区域的一次进攻作战。战斗持续到2月27日清晨结束，联军取得完胜。

## 背景
这次作战是联军27日“左勾拳”大规模攻势的一部分，旨在向东推进，占领伊拉克-沙特石油管道 (IPSA pipeline)和与之平行的公路地带。攻势自北向南分为多个作战区域：:317“多塞特” (Objective Dorset)，主要由美军第3装甲师负责；“诺福克” (Objective Norfolk)，由美国陆军第1步兵师和美国陆军第2装甲师下的第3旅负责；“利德” (Objective Lead)，由英国陆军第1装甲师负责。
诺福克区域附近存放着伊军大量补给，并有伊拉克共和国卫队第3“依赖真主”机械化师和陆军第12装甲师防守。在26日的东73之战之战中，这两支伊军的两个重装旅已被全歼，美军第2装甲骑兵团将战线向东推进到“东距70”处。:280

## 战斗经过
26日晚间，美军第2装甲骑兵团已经确保了“东距70”区域的占领。紧接着，美国陆军第1步兵师开始迅速通过第2装甲骑兵团建立的防区向东推进。前方的侦察兵打出信号弹以在黑夜中标记出各营的前行方向，武装直升机出动以压制伊军前线的装甲部队。当晚10点30分，5个重装营和1个骑兵中队已经通过。当第1步兵师接管了这片防区时，美军第210野战炮兵旅也加入进行炮击。美军两辆布拉德利在前线进行侦察时，被伊军第3“依赖真主”机械化师第18旅击毁。
当第1步兵师通过防区后，很快便与伊军开始了交火。27日凌晨零点30分，第1步兵师的两个旅推进到了“东距75”的区域。装备用热像仪的美军装甲部队在交火中占据了绝对优势。美军先前不断的空袭，让一些伊军为到来的地面推进毫无准备，甚至有些坦克还没有发动引擎。但这也避免了被美军热像仪所探测到。还有的伊军坦克利用周围燃烧的车辆以在热像仪中隐藏自己。这些坦克给美军带来一定程度的混乱，并发生了多起友军误击事件。伊拉克步兵也利用掩体发射RPG。

## 结果
黎明时分，美军占领了诺福克区域的大型后勤设施和边境公路，达成战役目标。其中陆军第2装甲师的第3旅损失了4辆M1A1，5辆布拉德利，摧毁了伊军60辆坦克和35辆装甲车。:64美国陆军第1步兵师下的第2旅摧毁了40辆坦克和40辆装甲车。伊拉克共和国卫队第3“依赖真主”机械化师几乎全灭，共和国卫队防线的左翼此时已经荡然无存。:335-337接下了，第1步兵师将继续推进，前往切断伊军从科威特城撤往伊拉克的公路。